# حركة المزارعين السودانيين
حركة المزارعين السودانيين تكونت في العام 1946 عند أول إضراب قاده المزارعين السودانيين.

## مكان التكوين
ميدان عبد المنعم

## القيادات التاريخية لحركة المزارعين السودانين
الشيخ الامين محمد الامين
يوسف احمد المصطفى
عباس دفع الله
عبد الرحمن الماحي
الطيب الدابي

## أول اتحاد للمزارعين السودانيين
تكون أول اتحاد للمزارعين السودانيين في العام 1953 بعد انتخابات فاز فيها كل مرشحي حركة المزارعين الثورية

## أول رئيس لاتحاد المزارعين السودانين
الشيخ الامين محمد الامين